# Haiku

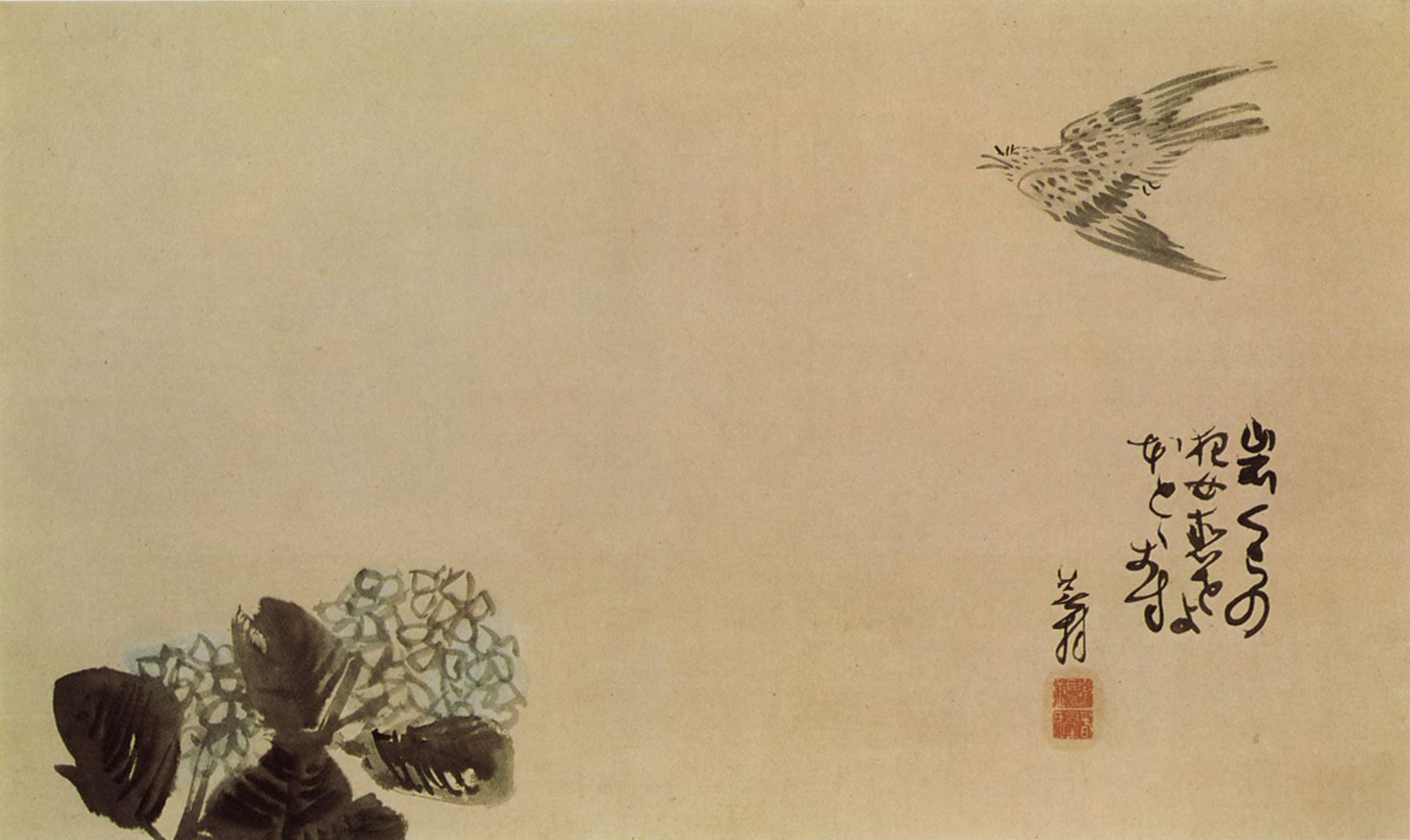

Haiku (俳句) je lyrický útvar, většinou s přírodní tematikou, který je tvořen zvukomalebným trojverším s počty slabik 5–7–5, dělicí pauzou a zařazovacím slovem (季語, kigo). Jde o nejznámější formu japonské poezie. Existují však kritické hlasy o distribuci počtu slabik, jako je Vicente Haya nebo Jaime Lorente.

## Vznik haiku

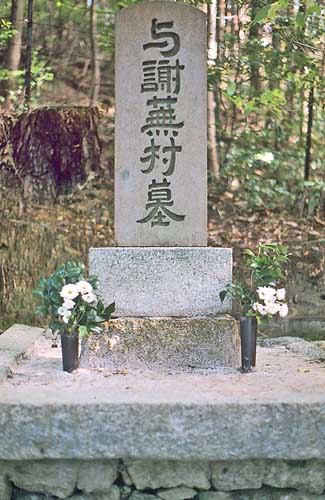
Hrob Josi Busona

Forma haiku vychází ze starší tradice básní renga („řazená báseň“) skládaných skupinově. Forma řazených básní podléhá řadě pravidel s tím, že úvodní nejdůležitější sloka (発句, hokku) vystihuje jako uzavřený celek téma celé řady. Následuje sloka wakiku s verši o 7–7 slabikách, která rozšiřuje význam předchozí sloky. Pak následuje třetí sloka opět v rozsahu 5–7–5 slabik a opět další sloka. Tímto způsobem vznikaly básně o 36, 44, 50 a nejčastěji o 100 slokách. Řazené básně ojediněle dosahovaly délky 1 000 až 10 000 slok.
S postupující gramotností japonské populace v 16. století se odlehčená varianta řazené básně (俳諧の連歌, haikai no renga) s důrazem na obrazotvornost stala oblíbeným druhem společenské zábavy. Zpočátku se s její pomocí básníci snažili vzbudit úsměv užitím narážek, vtipu, parodie, slangových výrazů a vulgárních témat.
Již první sborník básní renga (連歌) ze 14. století seskupil úvodní verše hokku odděleně. S oblíbeností haikai se úvodní sloka hokku ještě více osamostatnila od zbytku básně. Od 17. století vznikaly sborníky a pořádaly se soutěže v hokku.
Prvním významným básníkem této formy poezie byl Macuo Bašó (1644–1694). Dalšími byli Buson Josa (1716–1783), Issa Kobajaši (1763–1824) a Šiki Masaoka (1867–1902). Šiki pojmenoval tento útvar představující samostatnou báseň termínem haiku a odlišil ji tak od sloky uvozující řazenou báseň.

## Stavba japonského haiku
- Zařazovací slovo (často je česky uváděn termín „sezónní slovo“) vsazuje báseň do kontextu konkrétní roční doby. Soubor těchto slov je tradiční. Je dán konvencí opakujících se motivů japonské poezie a umění obecně. Patří do něj slova označující charakteristické jevy (sníh, mráz, bouře, mlha), rostliny a živočichové (motýl, vlaštovka, květy, tykev) a výroční slavnosti a svátky (Nový rok, výměna zimních šatů za letní, svátky zemřelých a tahání řepy).
- Zvukomalebnost (eufonie) haiku zachovává přirozený rytmus jazyka a zvyšuje účinnost verše. Vzniká opakováním počátečních hlásek (aliterace) a převládáním stejných samohlásek či stejných nebo zvukově příbuzných souhlásek.
- Pauza hlavní a často i vedlejší rozděluje haiku do stejně velkých nebo rozdílně velkých významových celků. Pauza vzniká přirozeně přizpůsobením slovosledu. V japonské větě je sloveso obvykle umístěno na konci a tudíž za ním přirozeně následuje pauza. Tyto celky se navzájem liší často také rozdílnými eufonickými skupinami hlásek.
- Slabičné schéma vychází z přirozeného rytmu japonského jazyka. Na rozdíl od přirozeného daktylotrochejského rytmu českého jazyka (střídání tří a dvou slabičných skupin s přízvukem zpravidla na první slabice) se v japonštině střídají nejčastěji pěti a sedmislabičné úseky.

## Překlady haiku
S japonskou poezií se mohl český čtenář seznámit poprvé v roce 1909 ve sbírce Nipponari Emanuela z Lešehradu. Šlo o překlady z jiných evropských jazyků. Nejranější překlady haiku japonských básníků byly česky publikovány až v roce 1937 v antologii Alfonse Bresky (1873–1946) Mléčná dráha. Šlo také o překlady z francouzštiny nebo němčiny. V období těsně po druhé světové válce haiku překládal z japonštiny Miroslav Novák (1924–82) spolu s Janem Vladislavem (1923–2009). Po roce 1989 japonská haiku překládali a publikovali Antonín Líman (1932–2018) a Zdenka Švarcová (1942–).
Vznikají i původní česká haiku. Významným českým autorem haiku je Miloň Čepelka (1936-).
Početně nevýznamnou, ale zajímavou skupinu překladů tvoří haiku japonských básníků zmiňujících české reálie. Nejstarší byly publikovány v roce 1963 v časopise Nový Orient. Jde o české překlady 13 haiku japonského diplomata a básníka Hiroši Koši z jeho návštěvy v Praze. Typickou ukázkou je haiku U Víta.
U Víta
Studí na dotek
Oblýskané sedátko
ve zpovědnici
(překlad: M. Novák, Nový Orient, 1963)

## Ukázka
Často citovaným příkladem haiku je Bašóova Žába. Haiku vzniklo na jaře někdy v letech 1684–88. Bašó pobýval ve své chatce u řeky v severním Edu (nynější Tokio). Měkkým šuměním deště zaznívalo vrkání holubů. Květy se chvěly v jarním vánku. Ke konci třetího měsíce (pozn.: lunárního kalendáře) bylo často slyšet také zvuk, který vydávají žáby při dopadu na vodu. Naplněn hlubokým pohnutím vytvořil první dva verše žába vskočila a zvuk vody. Jeho žák Takarai Kikaku se osmělil a nabídl zahajující verš horské růže, ale Bašó se rozhodl pro staré jezírko.
古池や (furuike ja)
蛙飛び込む (kawazu tobikomu)
水の音 (mizu no oto)
V překladu A. Bresky (1937):
Pradávný rybník.
Jen skočí-li tam žába,
zažbluňkne voda.
Doslovný překlad M. Nováka (1951):
Starý rybník! Žabička vskočila zvuk vody.
Přebásněno M. Novákem a J. Vladislavem (1962):
TA STARÁ TŮŇKA!
Co chvíli pod žabičkou
do ticha žbluňká!
Ve velmi volném překladu:
Prastarý rybník,
žába do něj skočí —
žbluňk!
Překlad Robina Heřmana:
Do staré tůně
skočila žába
žbluňk
Při dodržení 5-7-5 slabik:
Je starý rybník
když žába do něj skočí
zvuk vody vydá
„Z dávných dob rybník!
Jen skočí-li v něj žabka,
bude vodou znít.“